# Авиапочта (фильм)
«Авиапочта» (англ. The Air Mail) — немая чёрно-белая приключенческая мелодрама 1925 года.

## Сюжет
Расс Кейн с целью ограбления устраивается пилотом в компанию по перевозке авиапочты. Во время лётных тренировок он проникается духом этой романтической работы и забывает о своих первоначальных планах. Совершив вынужденную посадку в окрестностях небольшого городка, Расс знакомится с красавицей Элис Рендон. Её отцу-инвалиду нужна срочная медицинская помощь, и Расс, устранив неполадки в самолёте, обещает вернуться и привезти лекарства. Держа слово, он вместе со своим приятелем Сэнди спешит на помощь девушке.
Во время полёта Расс подвергается нападению со стороны двух самолётов, принадлежащих шайке контрабандистов, которые перевозят по воздуху наркотики. Сэнди спасает мешки с почтой, спрыгнув на землю с парашютом, а Расс мастерски увлекает вражеские самолеты за собой, после чего они терпят крушение. Приземлившись, он обнаруживает, что троим контрабандистам удалось выжить и они захватили в заложники семейство Рендонов. Расу удаётся победить их и передать в руки правосудия, а наградой ему становится любовь и благодарность Элис.

## В ролях
- Уорнер Бакстер — Расс Кейн
- Билли Дав — Элис Рендон
- Джордж Ирвинг — Питер Рендон
- Дуглас Фэрбенкс-младший — Сэнди
- Мэри Брайан — Минни Уэйд